# Clafoutis

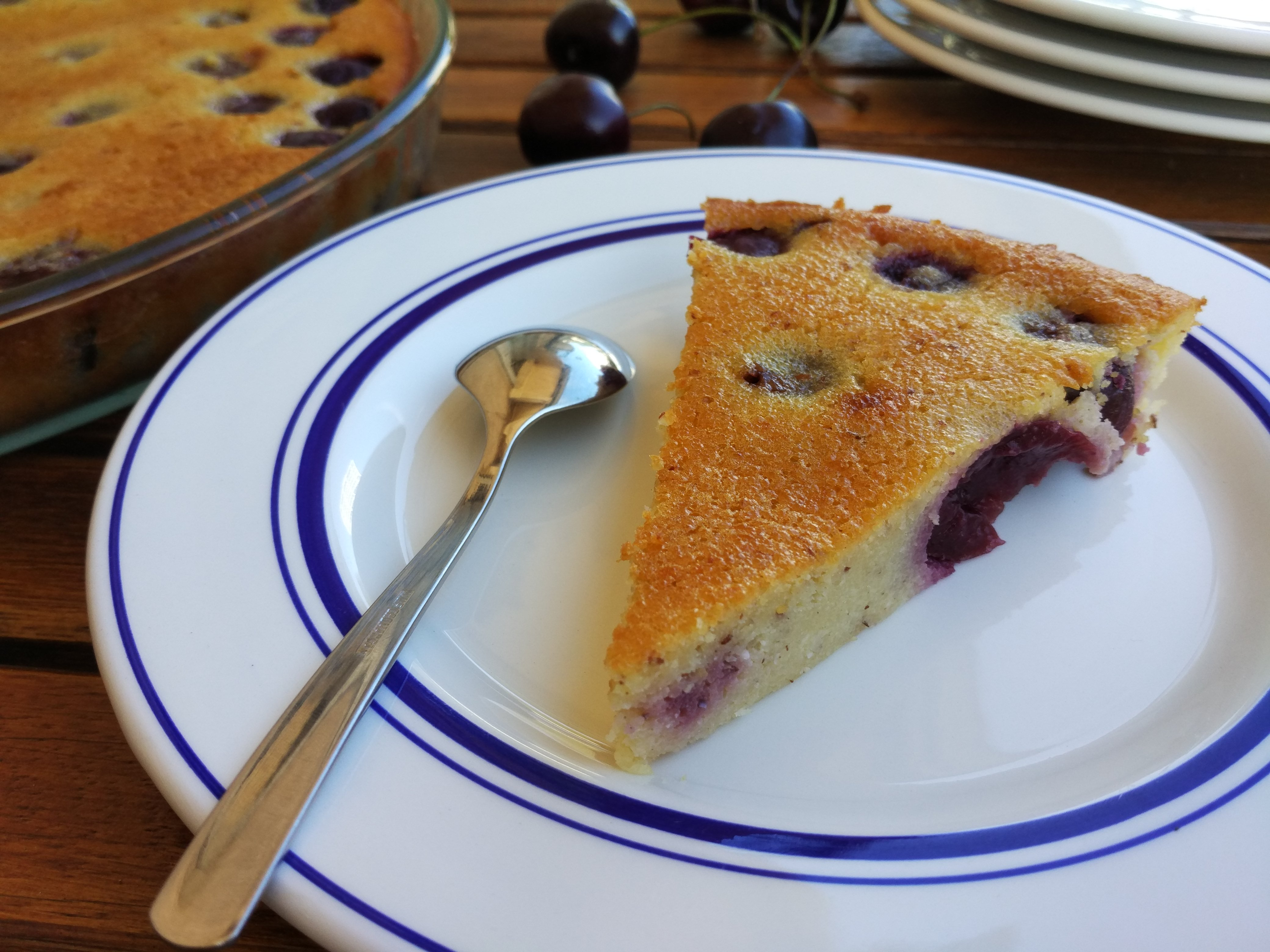
Clafoutis mit Kirschen

Clafoutis mit Sauerkirschen und Pfirsichen

Ein Clafoutis [klafuti] ist eine Süßspeise aus dem französischen Limousin, die sich zwischen Auflauf und Kuchen einordnen lässt. Es besteht aus Obst und einem gesüßten Eierteig, der einem Pfannkuchenteig ähnelt.

## Früchte
Das klassische Clafoutis ist das Clafoutis aux cerises mit schwarzen Kirschen. In der Regel werden die Kirschen mit Stein verwendet, entsteinte Kirschen haben den Nachteil, dass sie mehr Saft abgeben und so den Teig flüssiger machen. Es gibt aber auch Varianten mit anderen Früchten, die vor der Verwendung kleingeschnitten werden. Optimal ist eine Größe, die etwa der der Kirschen entspricht. 
Die amerikanische Köchin Ina Garten kreierte eine Variante mit Pfirsichen, aber auch herzhafte Varianten – z. B. mit Champignons – sind denkbar. 
Im Theaterstück Der Gott des Gemetzels von Yasmina Reza werden für das Clafoutis, das die Gastgeber servieren, Äpfel und Birnen verwendet.

## Teig
In der klassischen Variante werden die Kirschen in einer mit Butter eingefetteten Auflaufform mit einem relativ dicken Crêpe-Teig übergossen, der anschließend im Backofen gebacken und lauwarm, mit Zucker bestreut, serviert wird. Der Teig besteht aus Mehl, Eiern, Milch, Zucker und einer Prise Salz. Tim Mälzer fügt dem Teig Marzipanrohmasse hinzu, in anderen Fällen sorgt ein Schuss Kirschwasser für die besondere Note.